# Roman Kramsztyk
Roman Kramsztyk (ur. 18 sierpnia 1885 w Warszawie, zm. 6 sierpnia 1942 tamże)  polski malarz pochodzenia żydowskiego.

## Życiorys
Syn Juliana, wnuk Izaaka. Urodził się w Warszawie w zasymilowanej rodzinie żydowskiej. Przyjął chrzest w obrządku katolickim przed 1922, gdyż 21 maja 1922 jako katolik poślubił w kościele ewangelicko-reformowanym w Warszawie Bronisławę z Markusów primo voto Heymanową, siostrę malarza Louisa Marcoussisa.
Studiował w krakowskiej Akademii Sztuk Pięknych w Krakowie pod kierunkiem Józefa Mehoffera, w Warszawie w prywatnej szkole Adolfa Edwarda Hersteina oraz w 1904 w Akademii Sztuk Pięknych w Monachium u Johanna Caspara Hertericha. Lata 1910–1914 spędził w Paryżu, w czasie I wojny światowej przebywał w Polsce, a w 1922 osiadł w Paryżu na stałe. Corocznie jednak przyjeżdżał do Polski, gdzie w 1939 zaskoczył go wybuch II wojny światowej.
Choć nie znał jidysz i judaizm był mu obcy, zdecydował się pozostać w utworzonym w 1940 getcie. W dzielnicy zamkniętej przyjaźnił się m.in. z Władysławem Szpilmanem. Ocalone  z getta rysunki Kramsztyka są świadectwem nędzy, głodu i śmierci Żydów w czasie Holocaustu. Zginął zastrzelony w swoim mieszkaniu w czasie wielkiej akcji deportacyjnej latem 1942.
Był przedstawicielem nurtu klasycyzującego w polskim malarstwie (w 1922 roku współzałożyciel Stowarzyszenia Rytm), można też dostrzec u niego silne wpływy Cézanne’a w technice i kompozycji. Wystawiał prace w Krakowie, Warszawie, Lwowie, Barcelonie, Paryżu i Brukseli. Uczestniczył w Międzynarodowej Wystawie Sztuka i Technika w Paryżu w 1937 i Wystawie Światowej w Nowym Jorku w 1939. Malował portrety, sceny figuralne, martwe natury, akty, znany był z zamiłowania do pastelu i sangwiny. Utrwalone w ostatnich latach życia w tej technice rysunki ze wstrząsającymi scenami zagłady getta przekazał Marii Konowej (Kowalskiej), która ukrywała się po stronie aryjskiej. Po wojnie Maria Kowalska wyjechała do Brazylii. W grudniu 1946 zorganizowała w São Paulo wystawę jego rysunków z warszawskiego getta. Los większości z nich jest nieznany, ale najsłynniejsza praca – Rodzina żydowska w getcie – znajduje się w Archiwum Ringelbluma.
Zawsze uważał się za Polaka. Do wybuchu II wojny światowej motywy żydowskie nie pojawiły się w jego twórczości. Tym niemniej prasa endecka w recenzjach z wystaw wypominała mu jego żydowskie pochodzenie.
Jego bratem był Jerzy Kramsztyk (1888–1942/1943) – ekonomista i menedżer, również zamordowany w getcie warszawskim.

## Dzieła
- Pejzaż nadmorski, ok. 1929, Muzeum Śląskie w Katowicach

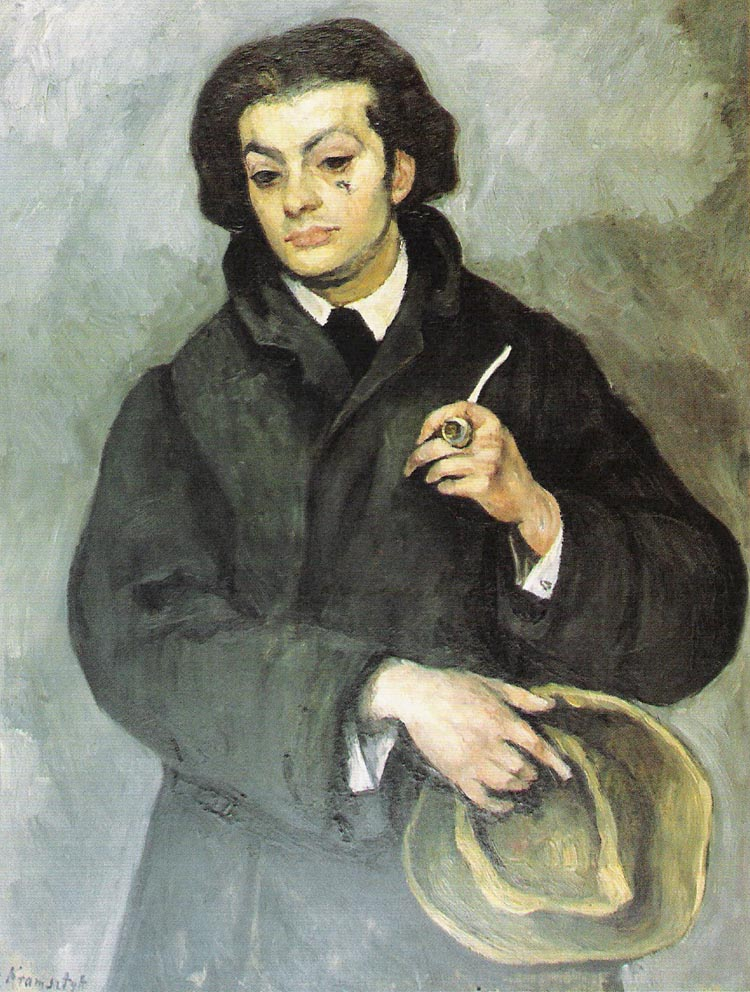
Portret Mojżesza Kislinga 1913
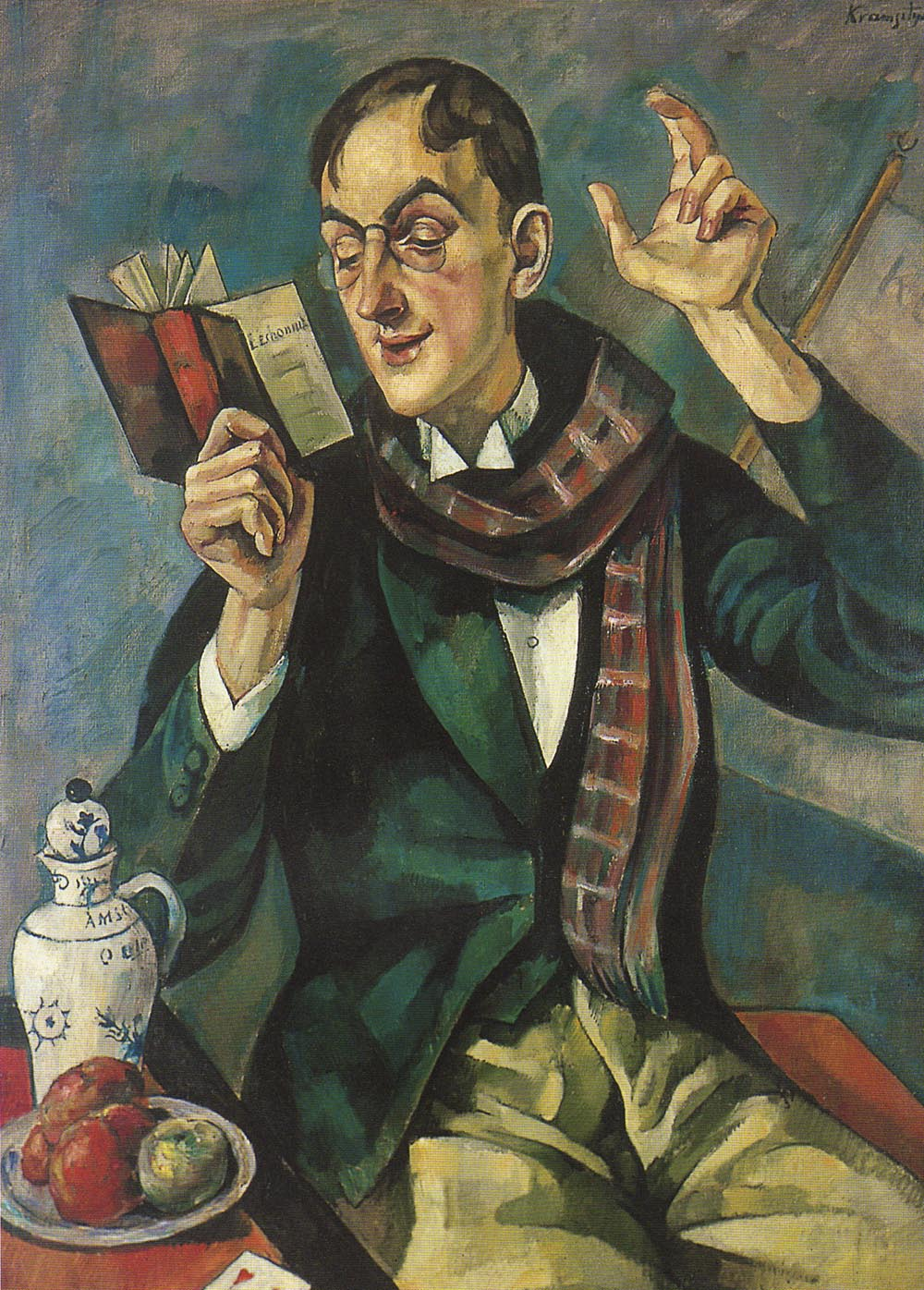
Portret Jana Lechonia 1919
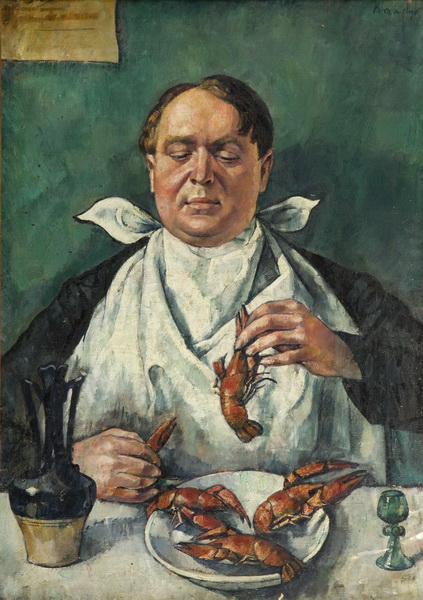
Portret Karola Szustra 1927
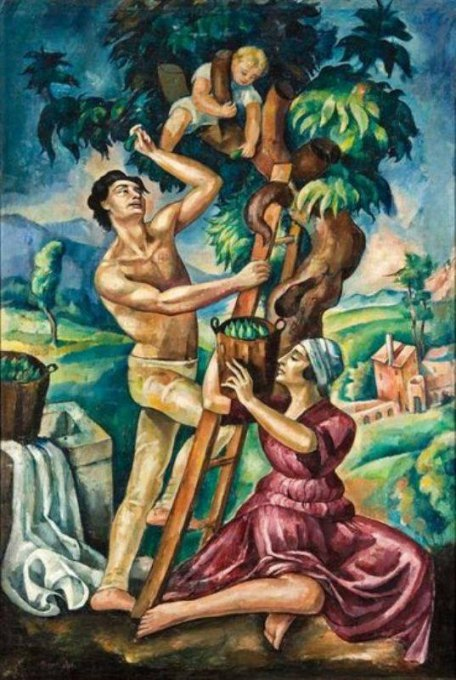
Figobranie 1921
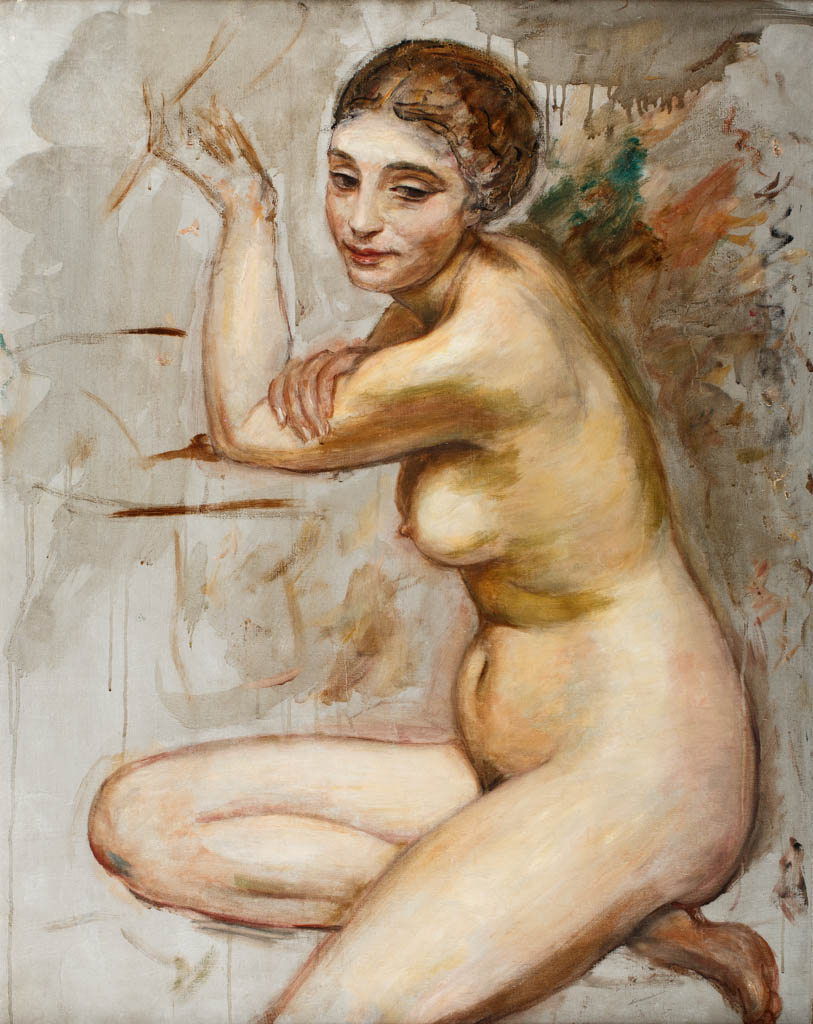
Akt przed 1939
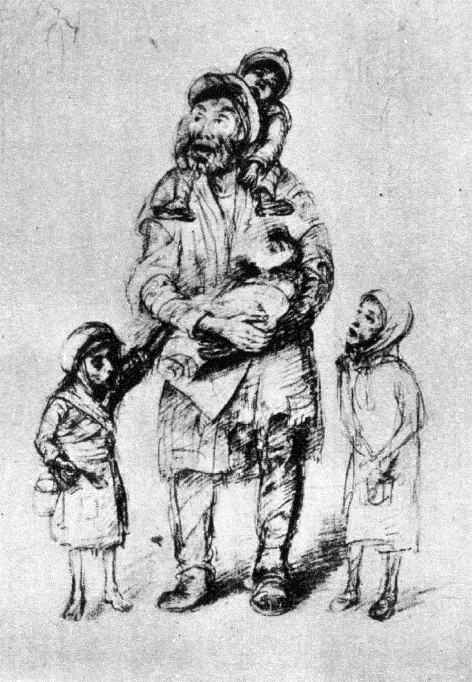
Stary Żyd z dziećmi 1941
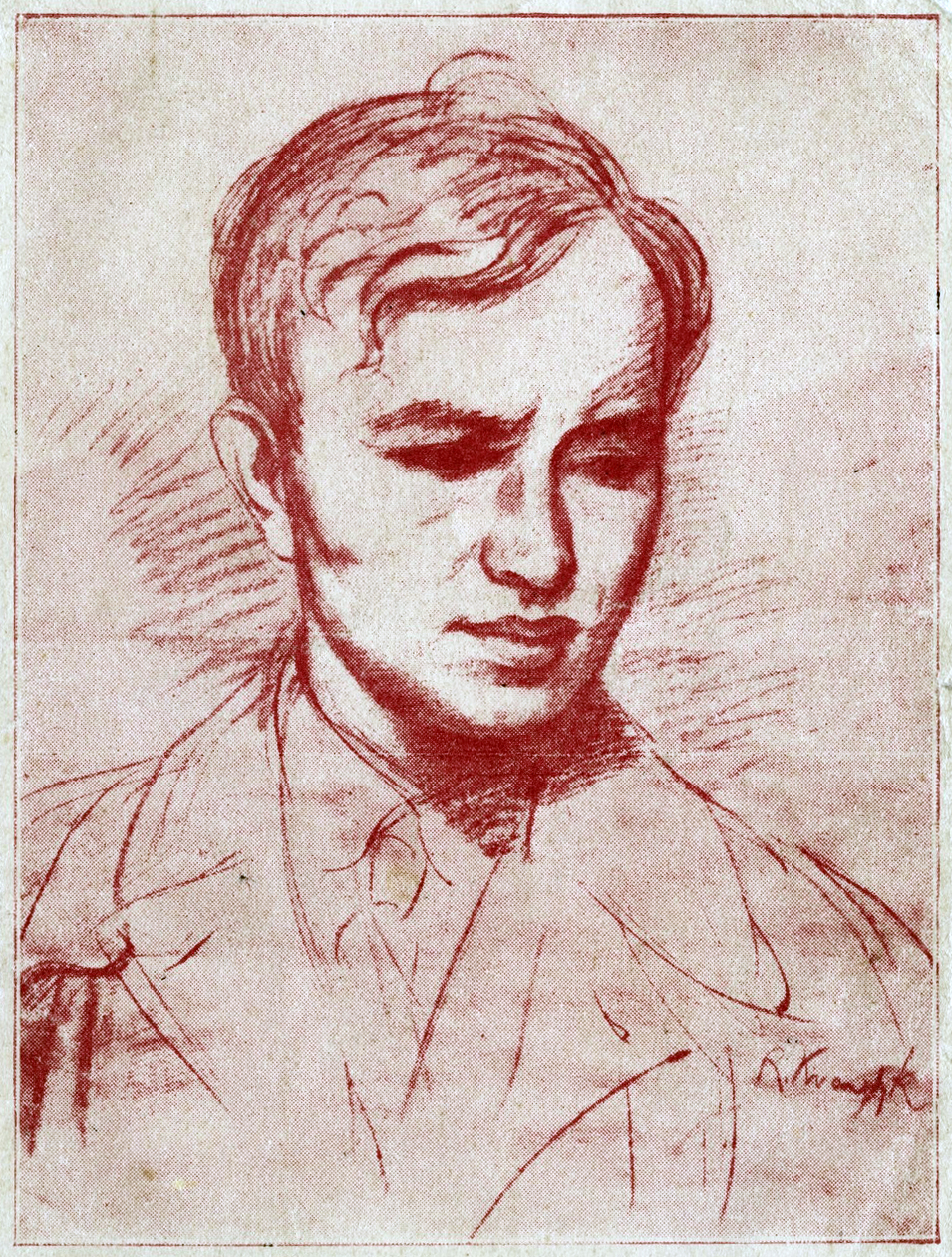
Portret J. Czechowicza przed 1931

## Upamiętnienie
Jest bohaterem poematu Jacka Kaczmarskiego Kredka Kramsztyka. Utwór ten, do własnej muzyki, wykonywał Przemysław Gintrowski.